# Secta

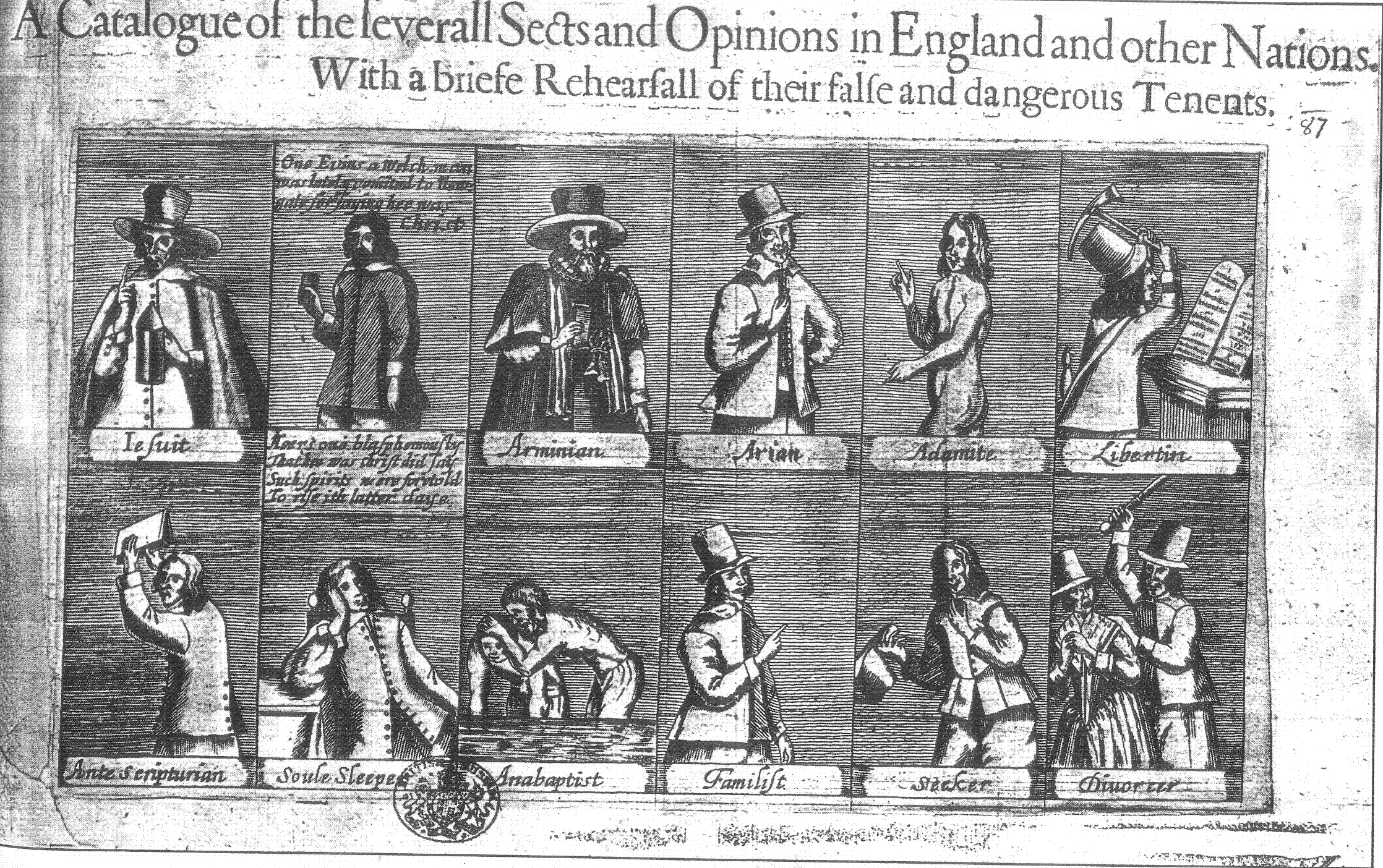
Catàleg de sectes presents a Anglaterra i altres nacions segons un document del 1647.

Una secta és un subgrup d'un sistema de creences religioses, polítiques, o filosòfiques, habitualment procedent d'un grup més gran. El terme originalment s'usava per indicar que es tractaven de grups religiosos separats, però es pot referir a qualsevol organització que es desvinculi d’una altra més gran per seguir un conjunt de regles i principis diferents. Les sectes, en un sentit més sociològic, són generalment tradicionalistes i conservadores i intenten tornar la seva religió d'origen a la puresa religiosa.
Es diferencien les sectes destructives de les sectes en general, sent les destructives aquelles en què el comportament que la gent externa al grup percep pot semblar alguna cosa que no és destructiu, de la mateixa manera que una família on ocorren abusos pot amagar aquesta realitat de cara l'exterior. La majoria de les sectes no són destructives. En la dècada de 1980 es va definir el concepte de nous moviments religiosos per diferenciar-los del concepte pejoratiu de les sectes, o per evitar la persecució de minories religioses.

## Etimologia
La paraula secta prové del llatí secta: ‘senderol', ‘mètode’, ‘manera de viure’, ‘partit polític’, ‘escola de filosofia’ (d'on ve sectátor i sectatoris: ‘adherent’, ‘seguidor’) que ve de sequi: ‘seguir’. S'han plantejat dubtes que provingui del llatí secare (tallar, separar). De secare provenen les paraules insecte i sector. En ambdós casos està present la idea de separació. A Europa la paraula secta s'ha concebut derivada principalment de sequi: seguir. Es tracta de seguir a un mestre, a un líder. En moltes sectes així és com passa.
En anglès els sociòlegs empren el mot sect per referir-se a un grup religiós amb un alt grau de tensió amb la societat dels voltants, però la creença de la qual és (dins el context d'aquesta societat) en gran part tradicional. El terme pejoratiu en anglès cult (equivalent al català: secta) també té un alt grau de tensió amb la societat dels voltants, però la seva creença és (dins el context d'aquella societat) nova i innovadora.
En la tradició índia, una secta es refereix a una tradició organitzada.

## Significats

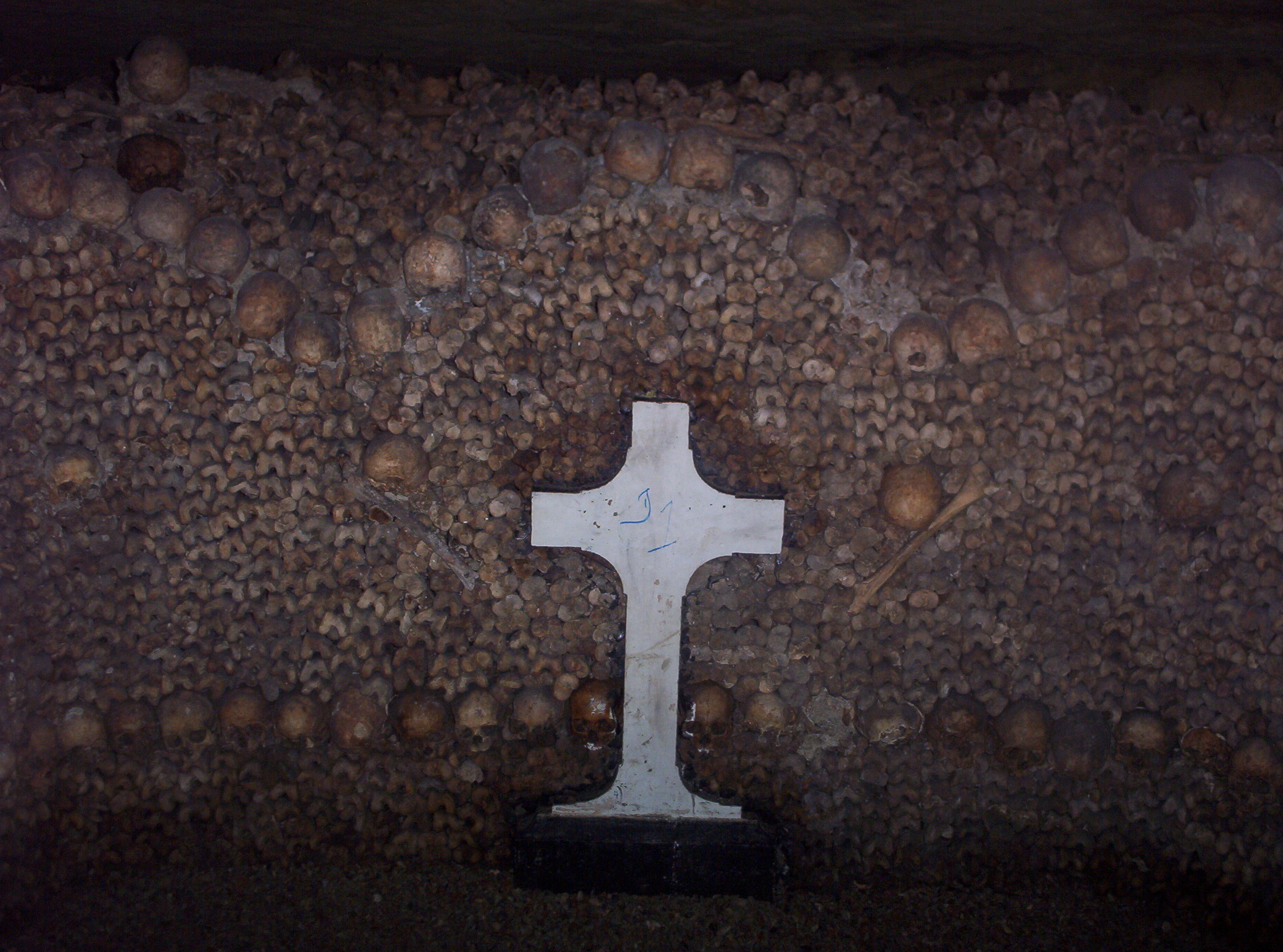
Catacumbes a París. Els primers cristians varen ser perseguits, considerats com una secta, a l'època de l'antiga roma politeista.

Secta (del llatí sectum: allò tallat, separat;) és una paraula amb distints significats i connotacions:
- En llatí tardà significava "grup religiós o escola filosòfica".[8]
- A mitjans del segle xiv tenia el significat de "sistema de creences o pràctiques diferents" i "escola dins d'una religió".[8]
- Registrada l'any 1570 com a "cos organitzat religiós separat".[8]
- Es considera generalment com un grup de persones amb afinitats comuns (culturals, religioses, polítiques, esotèriques, etc.) cohesionat per damunt de qualsevol relació social baix un Lideratge carismàtic messiànic o profeta.[6]
- La pèrdua del significat neutre i el guany de la seua connotació negativa ha causat que hui en dia els grups socials, tant si són sectes com si no ho són, en qualsevol dels seus significats troben desagradable que se'ls denomine així.[9]

## Tipus

### Secta religiosa
Max Weber, en 1916 va distingir entre secta i església segons el seu mecanisme de creixement, considerant una secta una comunitat dinàmica en la què l'individu després d'un examen, s'hi afilia a partir d'una decisió personal, en contraposició a les esglésies, en què s'hereta la identitat cultural. Les sectes es diferencien i independitzen com a moviment cismàtic d'una religió establerta, mantenint moltes creences i pràctiques en comú amb la religió de la qual s'han separat, però es distingeixen pel nombre de diferències doctrinals, que es converteixen en allò que necessiten els seu membres, i quan no s'aconsegueixen les seves fites tendeixen a crear nous cismes.
Les sectes religioses són grups religiosos, generalment petits, plens d'entusiasme, integrats per homes i dones, associats voluntàriament, després d'una conversió, que creuen detectar la veritat i la solució, exclouen radicalment a la resta de la gent, es col·loquen contra la religió majoritària i contra el món i obeeixen cegament als seus fundadors. Són moviments religiosos que poden ser lliures i voluntaris, amb tendència a l'exclusivitat, que sorgeixen i creixen fonamentalment en sectors populars, desenvolupen forts vincles comunitaris i manquen d'un grup de funcionaris altament especialitzats. A més es poden confondre amb moviments socials, grups de "protesta" contra l'ordre social, les societats religioses dominants i que sovint responen a un perfil doctrinal dualista, apocalíptic i premil·lenarista i a una inspiració bíblica fonamentalista.
Entre la dècada de 1960 i la dècada de 1980 es consideraven les sectes com una religió de joves, ja que inicialment molts s'hi van afiliar seguint l'exemple de personatges populars i fins i tot motivats per l'impacte de moviments contraculturals dels New Age, gestat la dècada anterior amb el moviment de la generació beat Aquests moviments es troben amb l'aversió anomenada sectofòbia. Les sectes són atractives per als joves en el context de la societat contemporània perquè ofereixen característiques que solen ser considerades pels joves com a desitjables (siguin d'aspecte útil o d'oci) de manera fàcil en contrast a fora de les sectes. A més coincideix que molts joves i les sectes es mostren oposades a la realitat institucional.

### Sectes demoníaques
Les sectes demoníaques se subdivideixen en sectes satàniques i sectes luciferines.

### Secta destructiva
Quan el lideratge sobre un grup que constitueix una secta es torna abusiu s'empra el terme secta destructiva. El que fa que siga especialment considerada perillosa és el fet de captar persones insatisfetes amb la vida utilitzant un marc ideològic, uns recursos i unes activitats públiques. El fet d'acabar formant el grup liderat una majoria de persones amb "situació de vulnerabilitat emocional fa que el lideratge abusiu ho tinga més fàcil que en altres circumstàncies.
Les víctimes de les sectes destructives són anomenats sectadependents addictes a la secta la qual estan afiliats "per a reduir la seua angoixa vital" mitjançant els usos de la secta que resulten que al no practicar-los li provoquen síndrome d'abstinència. La sectadependència és una addicció a conductes amb moltes característiques comunes amb les altres addiccions. Cal matisar que no totes les sectes amb sectadependents són necessàriament sectes destructives.
És un grup que es presenta sota una associació que aparentment abasta temes culturals, polítics, religiosos o fins i tot de tractament davant malalties o problemes socials. Es caracteritza principalment per emprar tècniques de persuasió coercitiva com a mètode d'influència social, prèviament s'usen mètodes de seducció i a més compten amb un o diversos líders. És molt freqüent una jerarquia piramidal d'ordre. Acostumen a emprar a més situacions de desorientació social com desastres naturals, de guerra o terrorisme, per reafirmar la fi generalment apocalíptica del món i la seva falsedat, molts cops també amb fins lucratius. Sovint actuen sota clandestinitat i hi ha sectes en alguns països prohibides i catalogades com destructives o perilloses.
Es torna perillosa quan per la seva filiació a aquesta secta hom desenvolupa problemes d'adaptació social, laboral o familiar, i, fins i tot, es coarta la llibertat o la dependència d'aquesta. Alguns psicòlegs i especialistes afirmen que més d'un terç acaba abandonant-les, tot i que si posseeixen una personalitat feble i "presectària" tenen un risc elevat de tornar-hi, com una addicció.
L'Assemblea Nacional de França, es va preocupar molt aviat de la situació de les sectes a França l'any 1992. Va catalogar 172 associacions o grups com sectes destructives i que destrueixen la personalitat dels seus adeptes a l'expedient parlamentari del 1995. La comissió d'investigacions presidida per Alain Gest i Jacques Guyard, va definir 10 criteris per caracteritzar a les sectes destructives o fenomen sectari: desestabilització mental, caràcter desorbitat de les exigències financeres als seus adeptes, ruptura induïda amb l'entorn o ambient d'origen, atemptats contra la integritat física, reclutament de mainada, discurs antisocial, disturbis d'ordre públic, importància de querelles judicials contra els afectats o ex adeptes, eventual desviament dels circuits econòmics tradicionals i temptatives d'enfrontament en els poders públics. El 1999 l'Assemblea Nacional va editar un nou expedient sobre "la situació patrimonial i financera de les sectes a França".
El Congrés dels Diputats considerà el 1988 les sectes destructives com un problema social important que calia combatre amb polítiques de control específiques per a aquest. A l'Estat Espanyol hi havia unes cent sectes destructives l'any 2000 amb uns 200.000 seguidors. L'any 2007 es varen publicar les últimes investigacions parlamentàries amb l'"expedient 3507 La infantesa violada".
El tema de les sectes perilloses ha assolit en certes èpoques una notorietat que en algunes llengües la paraula secta es fa servir per referir-se a aquest tipus de grups religiosos alienants sense entrar en altres significats.

## Detecció de sectadependència
Quan un individu pateix una profunda transformació brusca (canvi d'amistats, maneres de parlar, maneres de vestir, tipus d'obres que llig i altres canvis de conductes) pot implicar un contacte amb una secta. Davant la detecció d'aquest canvi se'n tracta d'esbrinar les causes, l'orientació (quina finalitat pretén) i l'abast per a determinar si el canvi és beneficiós o perjudicial.
Es prescriu que no es tracte de forçar l'abandonament de la secta o recriminar-li-ho a qui siga en una secta destructiva si hom vol que finalment puga trencar la relació amb aquesta. Alhora es prescriu que es prove de comprendre'n les causes (mancances) i mirar de mantindre el contacte amb la persona víctma perquè la secta destructiva no siga l'únic que tinga en compte.
La captació d'una persona requereix de complir quatre condicions simultàniament per a ser captat amb alta probabilitat. Si no es compleix alguna de les quatre la probabilitat disminueix. Les condicions són: "tenir un perfil de personalitat presectària" (constituïda per una interrelació de cinquanta factors); passar una crisi d'angoixa que supera la capacitat per a combatre l'ansietat i l'estrés; ser contactat segons un mètode efectiu per un reclutador i que el missatge del captador concorde amb la voluntat de la potencial víctima.

## Representació als mitjans de comunicació
El periodista Pepe Rodríguez explica que la imatge que donen els mitjans de comunicació de les sectes és esbiaixada i exagerada perquè fan notícia solament dels casos més extrems. La imatge que donen és la de:
"Gent més o menys estranya a la qual han manipulat [es]calfant-los el cap fins a convertir-los en una mena de robots idiotitzats, que treballen dia i nit com esclaus, que són víctimes d'abusos sexuals de tota classe, o que són forçats a participar en pintorescos rituals sexuals, i que estan a punt de ser llançats cap al suïcidi col·lectiu per líders sense escrúpols".
La conseqüència d'una representació tan deformada d'allò que és una secta porta a la dificultat del reconeixement d'allò que és i allò que no ho és.